# Аеродинамички вођени пројектил
Аеродинамички вођени пројектил је врста пројектила са аеродинамичким површинама које му омогућују лет. Кретање се одвија по законима аеродинамике, па се такав пројектил креће само кроз ваздух, обично сопственим погоном. Постоје разне врсте по врсти лансирне платформе. Могу се лансирати с брода, копна или ваздухоплова.
Путања лета а. је углавном хоризонтална, јер прате Земљину површину на већој или мањој висини. Већина има аутономни систем управљања, навођења и контроле лета. Мотори им могу бити млазни, набојно-млазни, пулзо-млазни, елисни или ракетни.
У а. спадају летећа бомба, једрилица-бомба, планирајућа бомба и авион-бомба.